# عين وسارة
عين وسارة بلدية تابعة لولاية الجلفة الجزائر.

## التسمية
اختلفت الروايات في أصل تسمية مدينة عين وسارة إلا أن أغلبها يتفق حول وجود منبع ماء هام بها يقع في الجهة الشرقية لضفة واد بوسدراية أطلق على الجزء الأول لها كلمة (عين). أما عن اسم وسارة فنذكر من الروايات ما يلي:
1. كون المنبع لعجوز تعمل على نسج السروج لذا أطلق عليها اسم وسارة.
2. أن المنبع تستغله القوافل المارة للشرب والسقي فسميت بعين (أشرب وسار) واختصرت التسمية فيما بعد لتصبح عين وسارة.
3. لكونها عين للأسرى ومنها اشتقت التسمية.

عرفت المدينة تسمية أوروبية PAUL CAZELLES نسبة للحاكم الفرنسي الذي حكم المنطقة وكان من أكبر رجال المنطقة ويحترف التجارة وتربية المواشي وكان ممثلا عن المدينة في المجلس الأعلى بالعاصمة توفي سنة 1931 وسميت القرية باسمه.

## جغرافيا

### الموقع الجغرافي
تعد من أهم مدن ولاية الجلفة من ناحية المساحة وعدد السكان، وهي تقع على الطريق الوطني رقم واحد (طريق الوحدة الأفريقية) الرابط بين شمال الجزائر وجنوبها ابتداء من الجزائر العاصمة في أقصى الشمال إلى ولاية تمنراست في أقصى الجنوب

## التاريخ
1853:

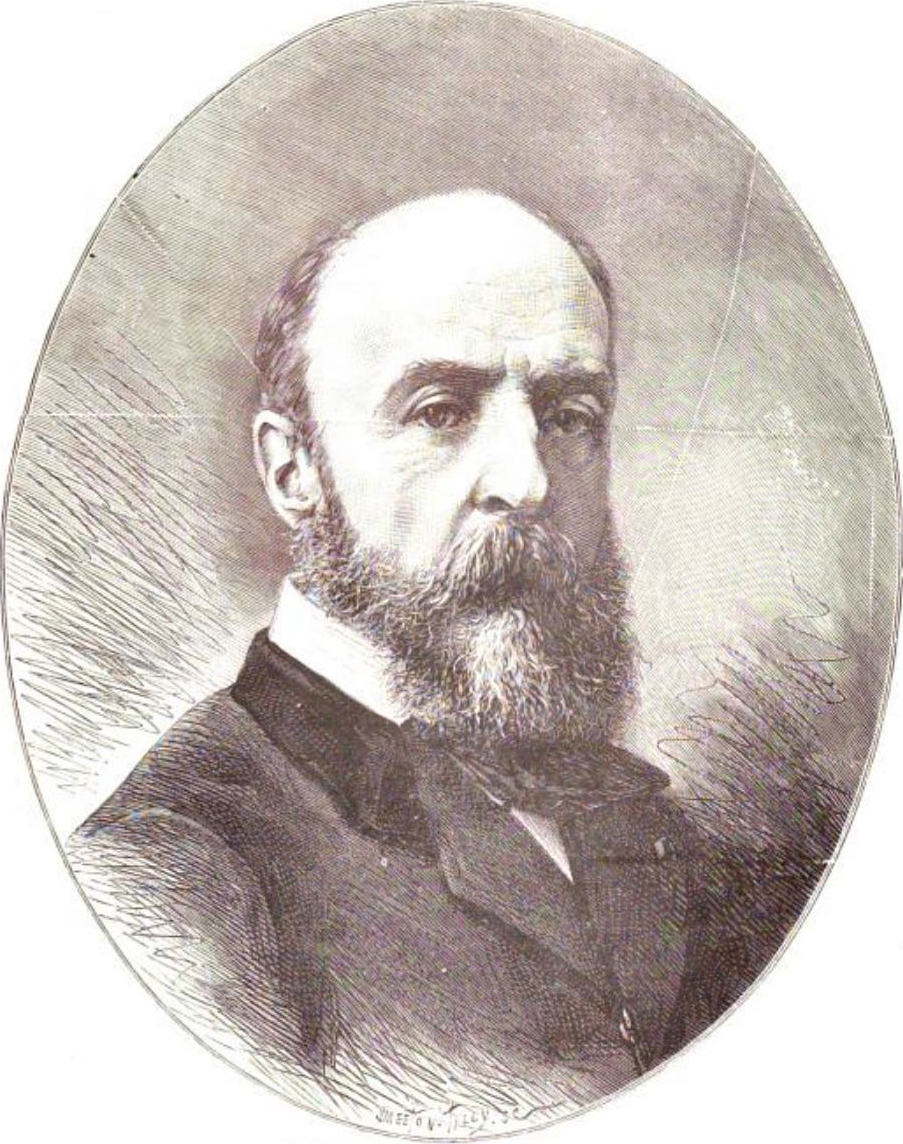
يوجين فرومنتان

تطرق الكاتب والرسام Eugène Fromentin إلى ذكر ملامح المنطقة في كتابه (صيف في الصحراء) أين كان يقوم برحلة من الجزائر العاصمة إلى ولاية الأغواط ووصف الموقع في كتابه قائلا:
| عين وسارة | بعد السير لمدة 06 ساعات أقمنا للاستراحة في منتصف النهار بالمكان المسمى عين وسارة حيث كان خاليا وتعيسا بمحاذاة مستنقع على أطرافه رمال بيضاء وبعض الحشائش الخضراء، وعند وصولنا وجدنا بعض الطيور المتوحشة كالغربان والنسور كانت تحتل المستنقع قبلنا، فباشرنا بالتزود بالمياه من شدة العطش | عين وسارة |

1853 - 1854 :
إنشاء محطة استراحة للجيش الفرنسي فكانت حصينة ومريعة الشكل طول أصوراها يقدر ب70 متر وزواياها عريضة ومحصنة بداخلها الإسطبلات والمساكن والمخازن وأما في الخارج يمر بجانبها واد بوسدراية الدائم الجريان بفضل المياه الجوفية المتفجرة في شكل عيون
1864 :
في كتاب (المراكز العسكرية في الجنوب الجزائري) أشار الضابط الفرنسي العقيد تروميلت - Le Colonel Trumelet - إلى المركز العسكري ووصف المكان المحيط به بأن السوق الأسبوعية ليوم الجمعة بدأ ينمو تحت صور المركز العسكري.

## الإدارة
اتخذت قرية عين وسارة ، التي أنشئت حوالي عام 1930، اسم بول كازيل بعد عام 1935. وتم بناء مطار هناك عام 1951 ومعسكر اعتقال عام 1957.وارتقت مقرا لبلدية بمرسوم 8 أكتوبر 1956.

### رؤساءالبلدية
كان أول رئيس بلدية لعين وسارة السيد مالكي محمد الصغير ثم فرح محمد بن عبد القادر ثم رحماني بن عزوز الذي عمر فيها أكثر من 10 سنوات ثم مبروكي محمد)توفي بداية 2012 ثم مخلوف أحمد ثم قرزو بلخير ثم حنيش المسعود ثم خريف خريف، ثم الرئيس الحالي للبلدية ربحي المداني.

## الإقتصاد
ولموقعها الاستراتيجي استقطبت عين وسارة المهاجرين من الشمال إلى الجنوب (أغلبهم هاجر هروبا من الإرهاب) قصد السكن والمتاجرة وبهذا الاستقطاب توسعت البلاد وأصبحت تضم اناس من مناطق مختلفة من الجزائر مما انعش اقتصادها المحلي. تتميز باراضيها الفلاحية (منطقة سرسو الفلاحية) وبوجود وحدات صناعية منتجة في صناعات متنوعة خاصة في مجال صناعة الحليب ومشتقاته وكذا المشروبات الغازية والصناعات الزجاجية.

## الطرق الرئيسية في المدينة
- الطريق الوطني رقم واحد شمال - جنوب
- الطريق الوطني رقم 40 شرق - غرب

## رياضة
- شباب عين وسارة[4]

## وصلات خارجية
- شبكة وسارة كوم
- بلديـة عين وسارة
- صورقديمة لمدينة عين وسارة قبل 1962